# 신설동역
신설동역(新設洞驛, Sinseol-dong station)은 대한민국 서울특별시 동대문구 신설동에 걸쳐 있는 수도권 전철 1호선과 2호선 성수지선과 서울 경전철 우이신설선의 전철역이자 환승역이다. 성수지선의 경우 이 역부터 용두역까지 지하 구간이고, 우이신설선의 경우 이 역부터 북한산우이역까지 모두 지하 구간이다. 우이신설선은 심야에 2편성이 주박한다.
역명이 신설역이 아니고 신설동역인데 그 이유는 이때 당시에 도시철도역의 역명에는 '동'자를 붙이는 게 관례였다. 이에 따라 부산 도시철도 1호선 역들에도 '동'자를 붙였었는데 부산1호선의 역들은 동자를 삭제했다. 그러나 신설동역은 그대로 신설동역을 고수하고 있는데 그 이유는 이 역을 신설역으로 할 시 단순히 새로 지은 역이라는 오해를 살 수 있기 때문이다. 게다가 한자 또한 새로 지었다는 뜻의 新設인지라 더더욱 신설동역을 고수하고 있는 것이다. 사실 신설동역은 더미 승강장을 가지고 있다. 이유는 처음으로 계획한 노선과, 2번째로 계획한 노선이 다르기 때문이다. 1호선, 5호선이 들어가야 하는데, 1호선 2호선이 들어갔다.

## 역사
- 1974년 8월 15일: 서울 지하철 1호선 개통에 따라 영업 개시
- 1980년 5월 28일: 서울 지하철 2호선 역명을 구청앞역(區廳앞驛)으로 결정[1]
- 1980년 8월 28일: 서울 지하철 2호선 역명을 구청앞역에서 신설동역으로 개칭[2]
- 1980년 10월 31일: 서울 지하철 2호선 개통에 따라 환승역이 됨
- 2005년 10월 20일: 용두역 개업으로 2호선 역번호가 211-3에서 211-4로 변경
- 2005년 12월 21일: 동묘앞역 개업으로 1호선 역번호가 127에서 126으로 변경
- 2017년 9월 2일: 서울 경전철 우이신설선 신설동 ~ 북한산우이 구간 개통과 함께 3개 노선 환승역이 됨

## 개요
대한민국 최초 타 도시 철도 노선 간의 환승역으로 서울교통공사 1000호대 저항제어 전동차, 서울교통공사 1000호대 VVVF 전동차가 입·출고를 위하여 입고할 때는 지하 3층 승강장을, 출고할 때는 성수지선을 통과한다. 심야에 서울 경전철 우이신설선 2편성이 주박한다. 수도권 전철 1호선은 성북천 하저터널로 제기동역과 연결된다. 성수지선은 정릉천, 성북천 하저터널로 용두역과 연결된다.

## 역 구조
그 외에 현재 성수지선 승강장 아래 지하 3층에 사용하지 않는 1면 1선의 단선 승강장이 있다. 군자차량사업소가 완공되기 전까지 서울교통공사 1000호대 저항제어 전동차, 서울교통공사 1000호대 VVVF 전동차의 정비소로 사용됐고, 군자차량사업소가 완공됨에 따라 성수지선과 연결됐다. 1980년 10월 31일 서울 지하철 2호선 신설동~종합운동장역 구간이 개통되기 전까지는 입·출고용 선로로만 사용됐다. 2호선 승강장은 당초 양택식 전 시장 재임 시기에 1호선과 환승되지 않는 별개의 역인 5호선 구청앞역(區廳앞驛)으로 계획됐으나 이후에 취임한 구자춘 전 시장이 을지로~왕십리 구간에 불과하던 2호선을 거대 순환선으로 전환하면서 현재의 모습으로 계획이 변경됐다. 현재 성수지선에 사용되는 승강장은 당시 건설된 5호선용 승강장을 개축해 쓰고 있다. 지하 3층에 있는 1면의 승강장은 일명 '유령 승강장'이라고 불리며, 누수가 자주 발생하여 사용을 중지한 상태다. 이 승강장의 선로는 동묘앞역의 동측에서 분기한 1호선과의 연결선과 직결되며, 서울교통공사 1000호대 저항제어 전동차, 서울교통공사 1000호대 VVVF 전동차가 군자차량사업소로 입고 할 때 통과한다. 출입구는 12개이다. 1번~10번 출입구는 신설동에 있고, 11·12번 출입구는 숭인동에 있다.

### 1호선 승강장
2면 2선의 곡선 상대식 승강장을 갖춘 지하역이며, 완전밀폐형 스크린도어가 설치돼 있다.
| ↑ 제기동 |
| \| 하    |
| 동묘앞 ↓ |

| 상행 | ● 수도권 전철 1호선 | 청량리 · 광운대 · 의정부 · 양주 · 동두천 · 연천 방면 (일반, 급행)         |
| 하행 | ● 수도권 전철 1호선 | 동대문 · 시청 · 서울역 · 인천 · 서동탄 · 신창(순천향대) 방면 (일반, 급행) |

### 2호선 승강장
2면 2선의 상대식 승강장을 갖춘 지하역이며, 완전밀폐형 스크린도어가 설치되어 있다.
| 시·종착역 |
| \| 하     |
| ↓ 용두    |

| 상행 | ● 성수지선 | 신답 · 용답 · 성수 방면 |
| 하행 | ● 성수지선 | 당역 종착               |

이 역은 회차 방식이 상당히 특이한데 우선 당역 종착 열차가 하선(당역 종착) 승강장에 진입해 승객들 전원을 하차시키고, 성수 방면으로 출발해서 선로 변경, 그 후 행선지를 성수행으로 변경 후 상선(성수 방향) 승강장에 진입해서 승객들을 받고, 다시 성수 방면으로 출발한다. 즉, 방향 전환을 한 번만 하는 타 회차역과 달리 세 번이나 하는 셈이다. 마치 초기 수도권 전철 3호선의 독립문역, 수도권 전철 4호선의 한성대입구역과 회차 방식이 같다. 이런식으로 회차를 하는 이유는 회차를 위한 건넘선이 성수 방면에만 있고 당역 종착 방면 선로는 수도권 전철 1호선과 연결되기 때문이다. 2010년까지만 해도 당역 종착 열차는 이 역 진입 전 바로 상행(성수 방향) 승강장으로 진입하였고, 하행(당역 종착) 승강장은 거의 안 썼지만 2011년부터 성수지선 승객의 급증으로 인한 열차 증편 운행으로 당역 종착 열차는 무조건 하행(당역 종착) 승강장에 진입한다.

### 우이신설선 승강장
2면 2선의 상대식 승강장을 갖춘 지하역이며, 완전밀폐형 스크린도어가 설치되어 있다.
| 보문 ↑    |
| \| １     |
| 시·종착역 |

| 1 | ● 서울 경전철 우이신설선 | 당역 종착 북한산우이 방면 |
| 2 | ● 서울 경전철 우이신설선 | 당역 종착 북한산우이 방면 |

평상시에는 1번 승강장만 여객 취급을 하지만 첨두시간 때에는 2번 승강장도 같이 여객 취급을 하며 대합실에서 몇번 승강장의 열차가 더 먼저 출발한다고 알려준다.

## 역 주변
| 나가는 곳 | 방면 |
| --------- | --- |
| 1         | 대광초등학교 대광중학교 대광고등학교 수도학원 |
| 2         | 신설치안센터 남서울평생교육원 신설 파출소 |
| 3         | 용두시장 한국의류시험연구원 한국미용직업전문학교 |
| 4         | 동대문등기소 용두초등학교 동서울병원 용두2동사무소 |
| 5         | 교보재단 국민연금동대문중랑지사 기아동대문지점 기업은행신설동지점 동대문도서관 동대문우체국 신설동주민센터 신설동종합시장 청계천                                                                   |
| 6         | 고려학원 동대문도서관 동대문우체국 서울교수학습지원센터 서울풍물시장 성북수도사업소 신궁전웨딩홀, 신설동종합시장 신설동주민센터 우산각공원 이마트 황학점 청계천 하나은행신설동지점 농협 신설동지점 |
| 7         | 동대문등기소 |
| 8         | 시립동부병원 용두동주민센터 서울용두초등학교 용두동 동대문등기소 재능교육 동대문지국 |
| 9         | 서울특별시교수학습지원센터 서울풍물시장 숭인중학교 용두동 청계천 동대문도서관 동아제약 빌딩 |
| 10        | 동대문우체국 동대문도서관 신설동종합시장 서울풍물시장 신설동주민센터 |
| 11        | 우리은행 신설동지점 숭인2동주민센터 동대문방면 숭인동방면 묘각사 |
| 12        | 동대문세무서 별관 |

## 이용객 변동
| 노선  | 노선    | 일평균 인원수 (명/일) | 일평균 인원수 (명/일) | 일평균 인원수 (명/일) | 일평균 인원수 (명/일) | 일평균 인원수 (명/일) | 일평균 인원수 (명/일) | 일평균 인원수 (명/일) | 일평균 인원수 (명/일) | 일평균 인원수 (명/일) | 일평균 인원수 (명/일) | 각주  |
| 노선  | 노선    | 2000년                | 2001년                | 2002년                | 2003년                | 2004년                | 2005년                | 2006년                | 2007년                | 2008년                | 2009년                | 각주  |
| ----- | ------- | --------------------- | --------------------- | --------------------- | --------------------- | --------------------- | --------------------- | --------------------- | --------------------- | --------------------- | --------------------- | ----- |
| 1호선 | 승차    | 27,593                | 23,320                | 21,365                | 20,575                | 20,841                | 20,641                | 17,318                | 16,547                | 16,736                | 17,521                | [ 8 ] |
| 1호선 | 하차    | 28,559                | 24,266                | 21,804                | 20,549                | 20,221                | 19,910                | 16,772                | 15,987                | 16,590                | 17,210                | [ 8 ] |
| 1호선 | 승·하차 | 56,152                | 47,586                | 43,169                | 41,124                | 41,062                | 40,551                | 34,089                | 32,534                | 33,326                | 34,730                | [ 8 ] |
| 2호선 | 승차    | 4,371                 | 4,476                 | 4,437                 | 4,403                 | 4,576                 | 4,343                 | 4,032                 | 4,084                 | 4,428                 | 4,022                 | [ 8 ] |
| 2호선 | 하차    | 4,678                 | 4,713                 | 4,733                 | 4,776                 | 4,913                 | 4,602                 | 4,214                 | 4,189                 | 4,251                 | 3,976                 | [ 8 ] |
| 2호선 | 승·하차 | 9,049                 | 9,189                 | 9,170                 | 9,179                 | 9,489                 | 8,944                 | 8,246                 | 8,273                 | 8,679                 | 7,998                 | [ 8 ] |
| 노선  | 노선    | 2010년                | 2011년                | 2012년                | 2013년                | 2014년                | 2015년                | 2016년                | 2017년                | 2018년                |                       | [ 8 ] |
| 1호선 | 승차    | 17,855                | 17,950                | 17,350                | 16,807                | 17,006                | 16,934                | 16,486                | 15,870                | 16,016                |                       | [ 8 ] |
| 1호선 | 하차    | 17,401                | 17,344                | 17,015                | 16,423                | 16,684                | 16,510                | 16,148                | 15,502                | 15,668                |                       | [ 8 ] |
| 1호선 | 승·하차 | 35,256                | 35,294                | 34,365                | 33,230                | 33,690                | 33,444                | 32,634                | 31,372                | 31,684                |                       | [ 8 ] |
| 2호선 | 승차    | 3,903                 | 3,775                 | 3,800                 | 3,929                 | 4,209                 | 4,009                 | 4,090                 | 4,135                 | 4,506                 |                       | [ 8 ] |
| 2호선 | 하차    | 3,918                 | 3,812                 | 3,683                 | 3,859                 | 4,033                 | 3,860                 | 3,844                 | 3,939                 | 4,334                 |                       | [ 8 ] |
| 2호선 | 승·하차 | 7,821                 | 7,587                 | 7,483                 | 7,788                 | 8,243                 | 7,869                 | 7,934                 | 8,074                 | 8,840                 |                       | [ 8 ] |

## 사진

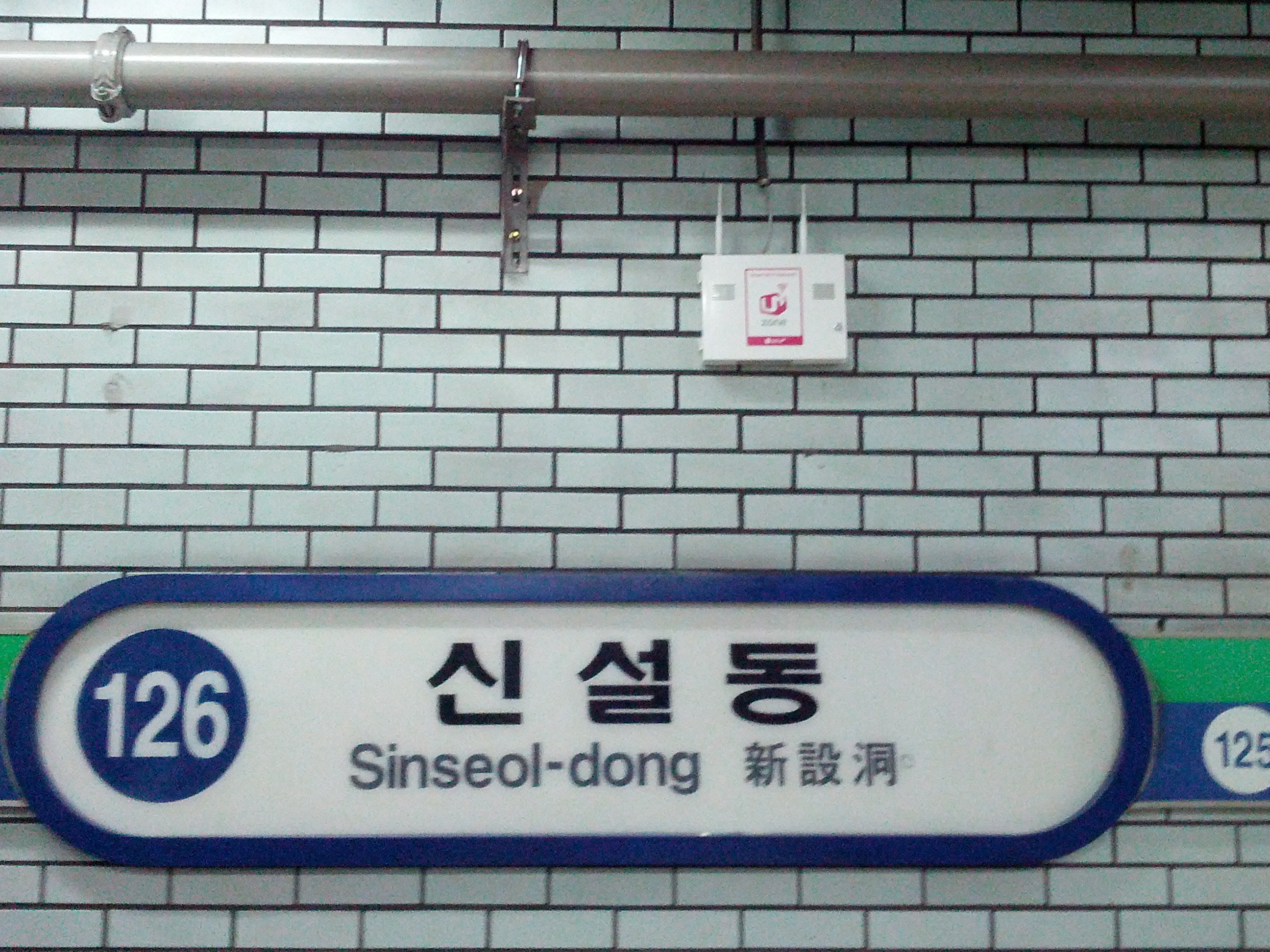
1호선 소요산 방향 역명판(교체·우이신설선 개통 전, 서울메트로 시절)
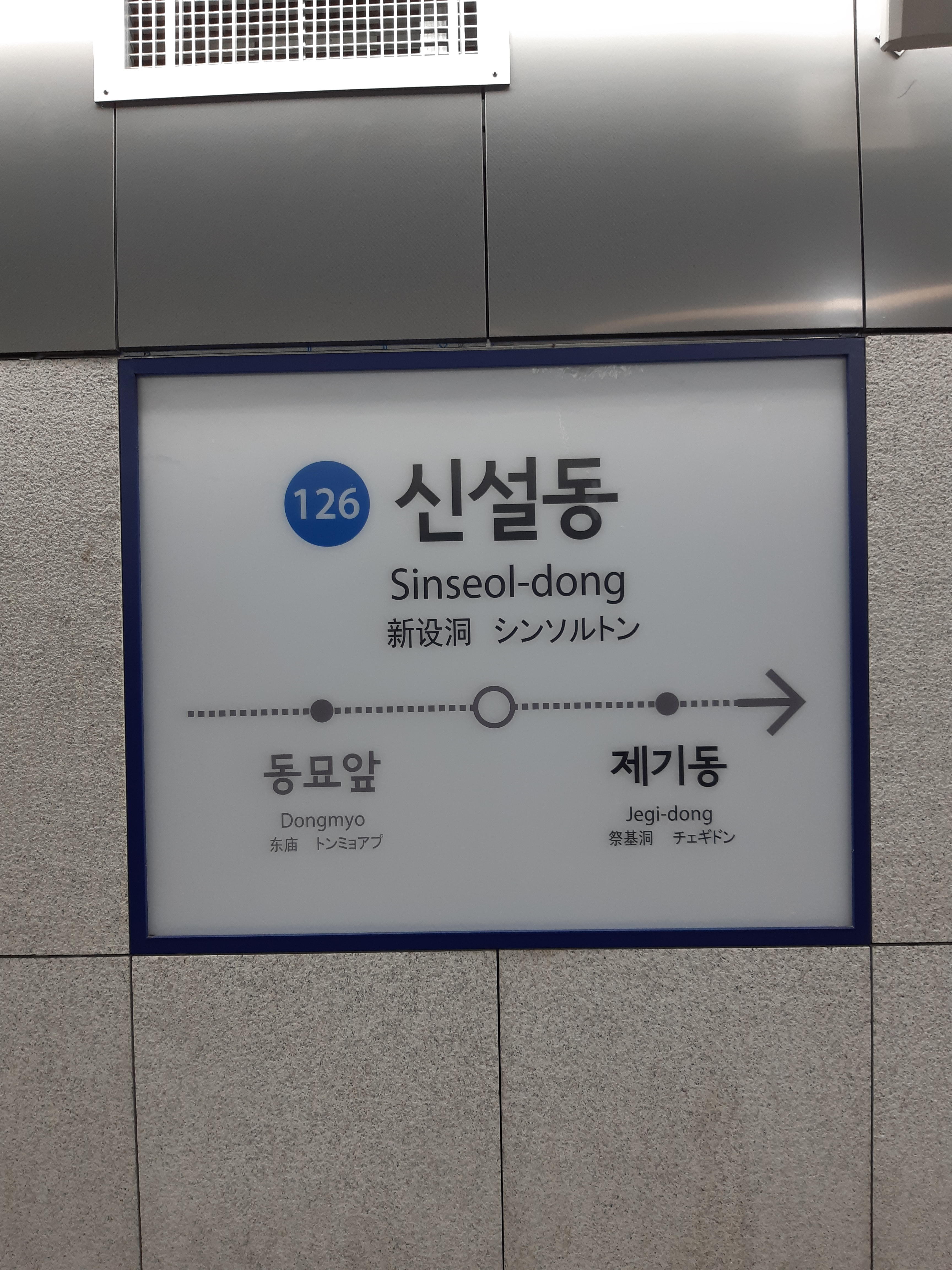
1호선 소요산 방향 역명판
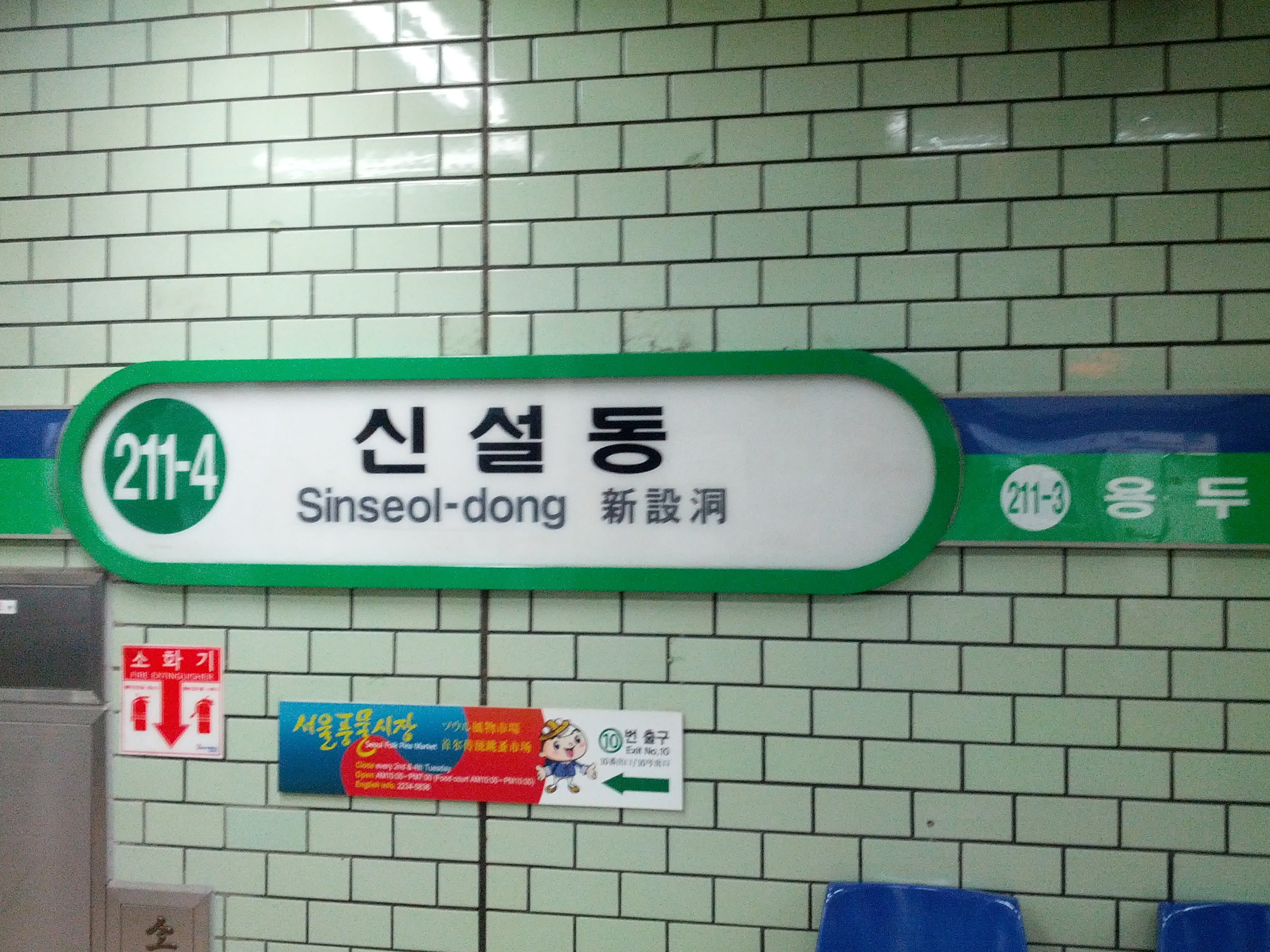
성수지선 당역 종착 역명판
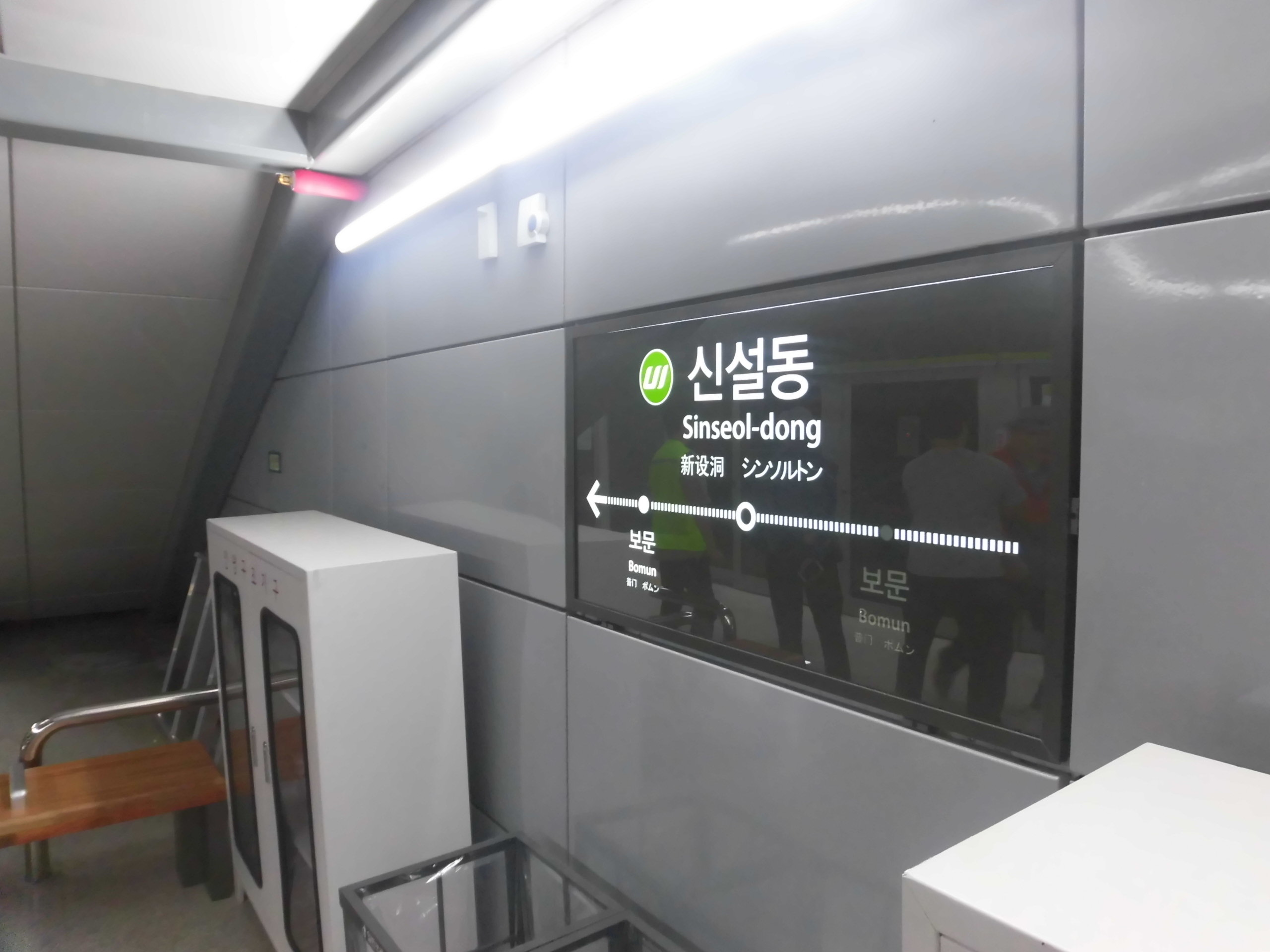
우이신설선 북한산우이 방향 역명판
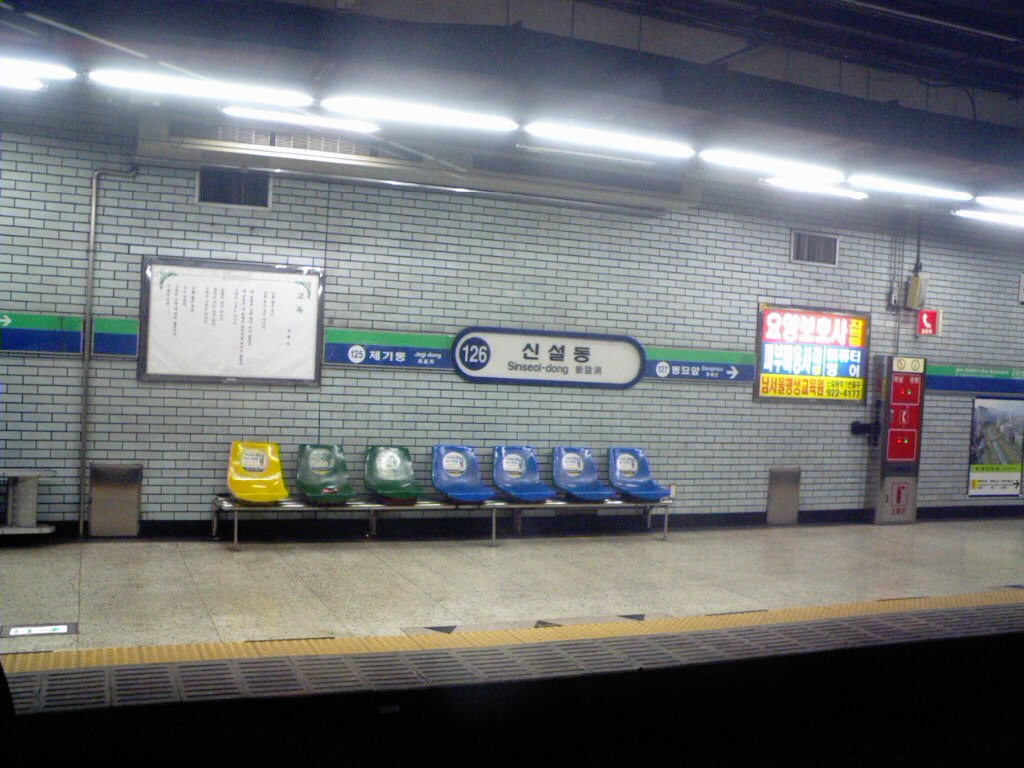
1호선 인천·신창·서동탄 방향 승강장(스크린도어 설치·역명판 교체·우이신설선 개통 전, 서울메트로 시절)
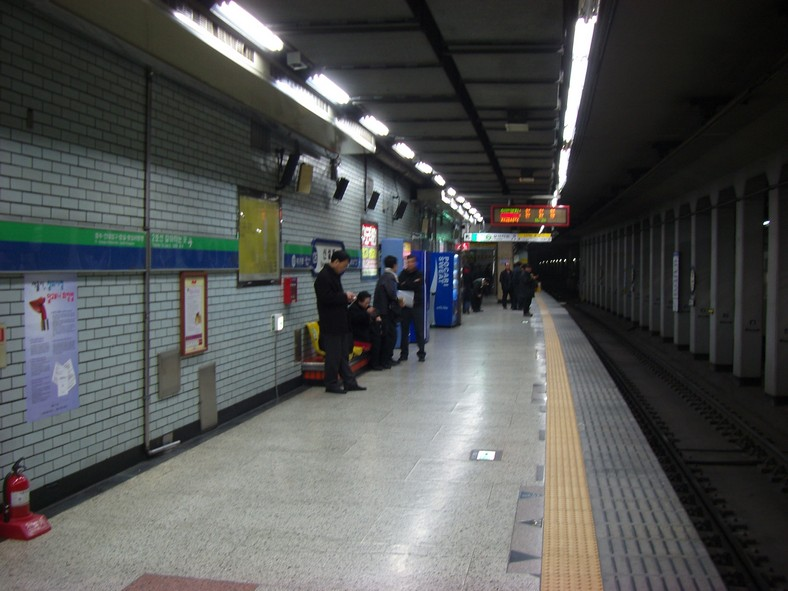
1호선 인천·신창·서동탄 방향 승강장(스크린도어 설치·역명판 교체·우이신설선 개통 전, 서울메트로 시절)
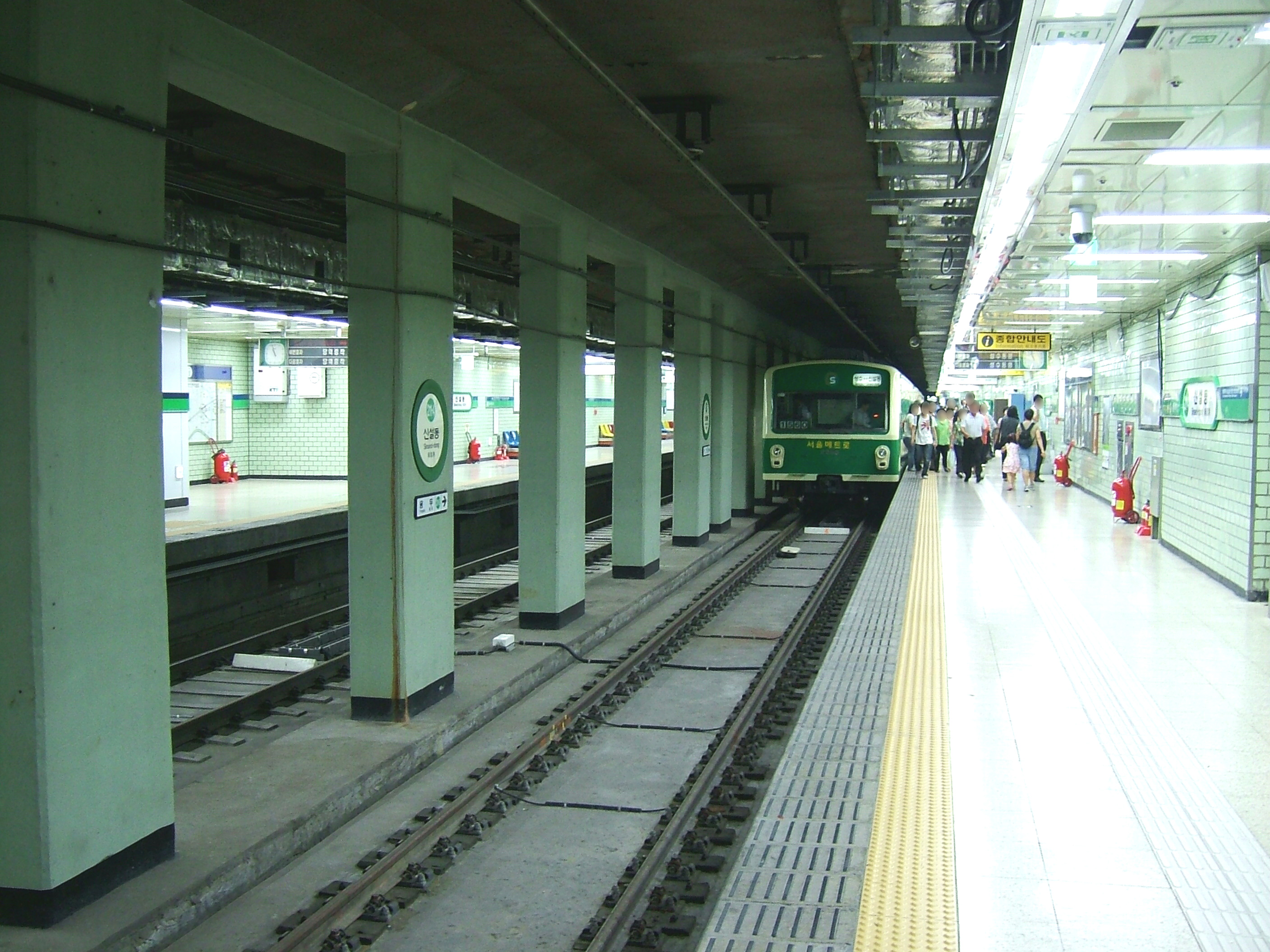
성수지선 성수 방향 승강장(스크린도어 설치·LCD 교체·우이신설선 개통 전, 서울메트로 시절)
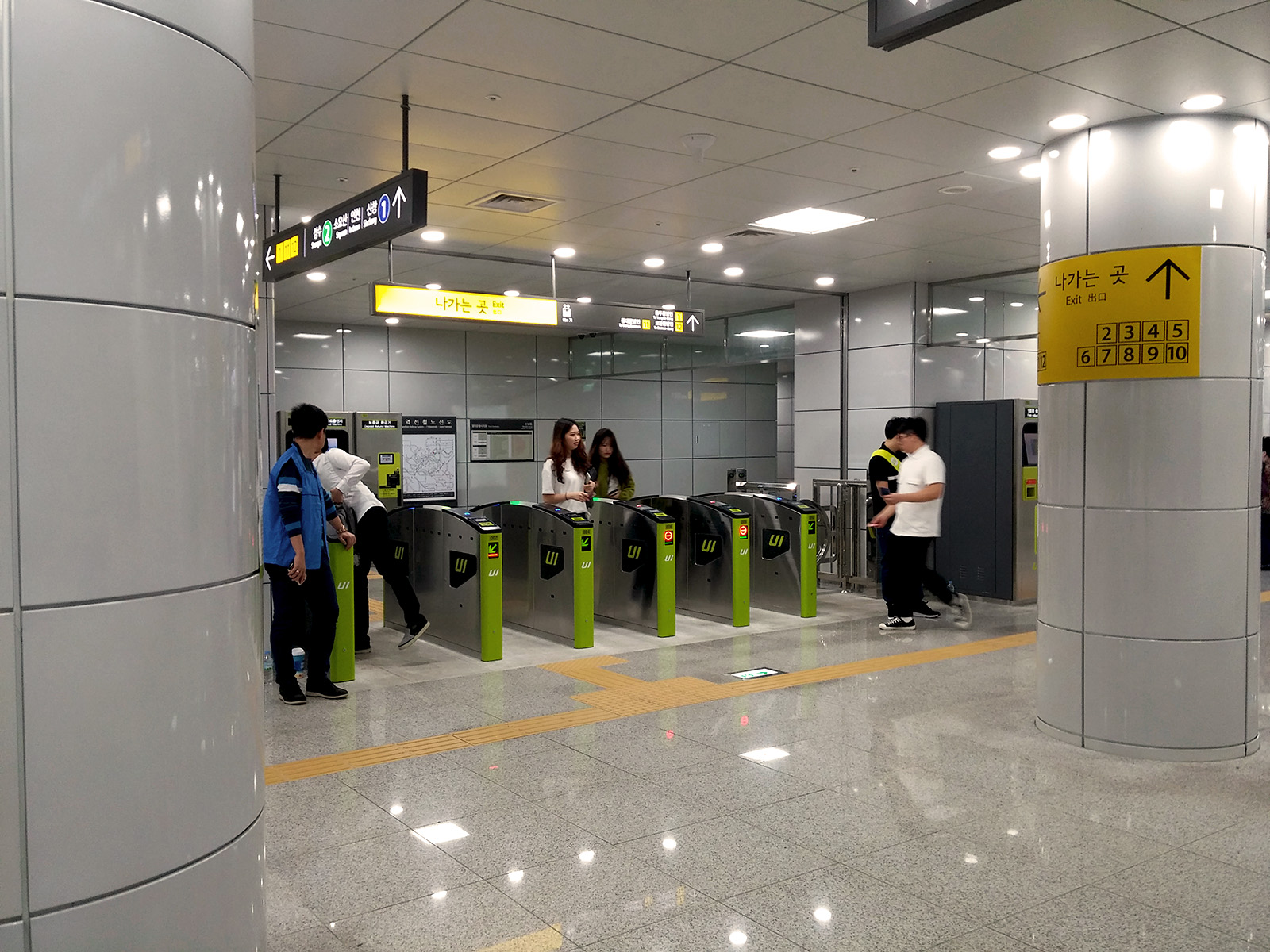
개찰구
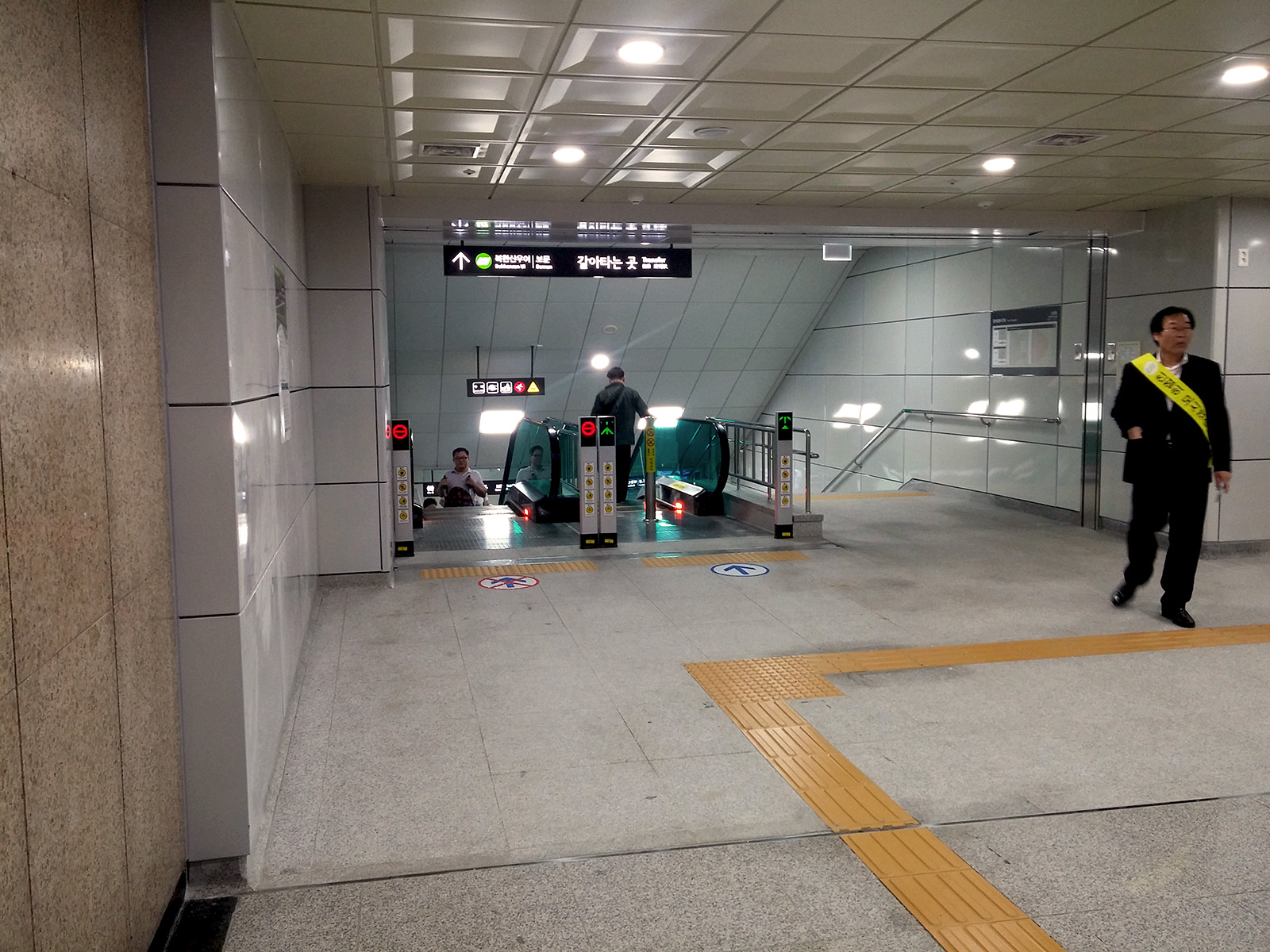
환승통로 1
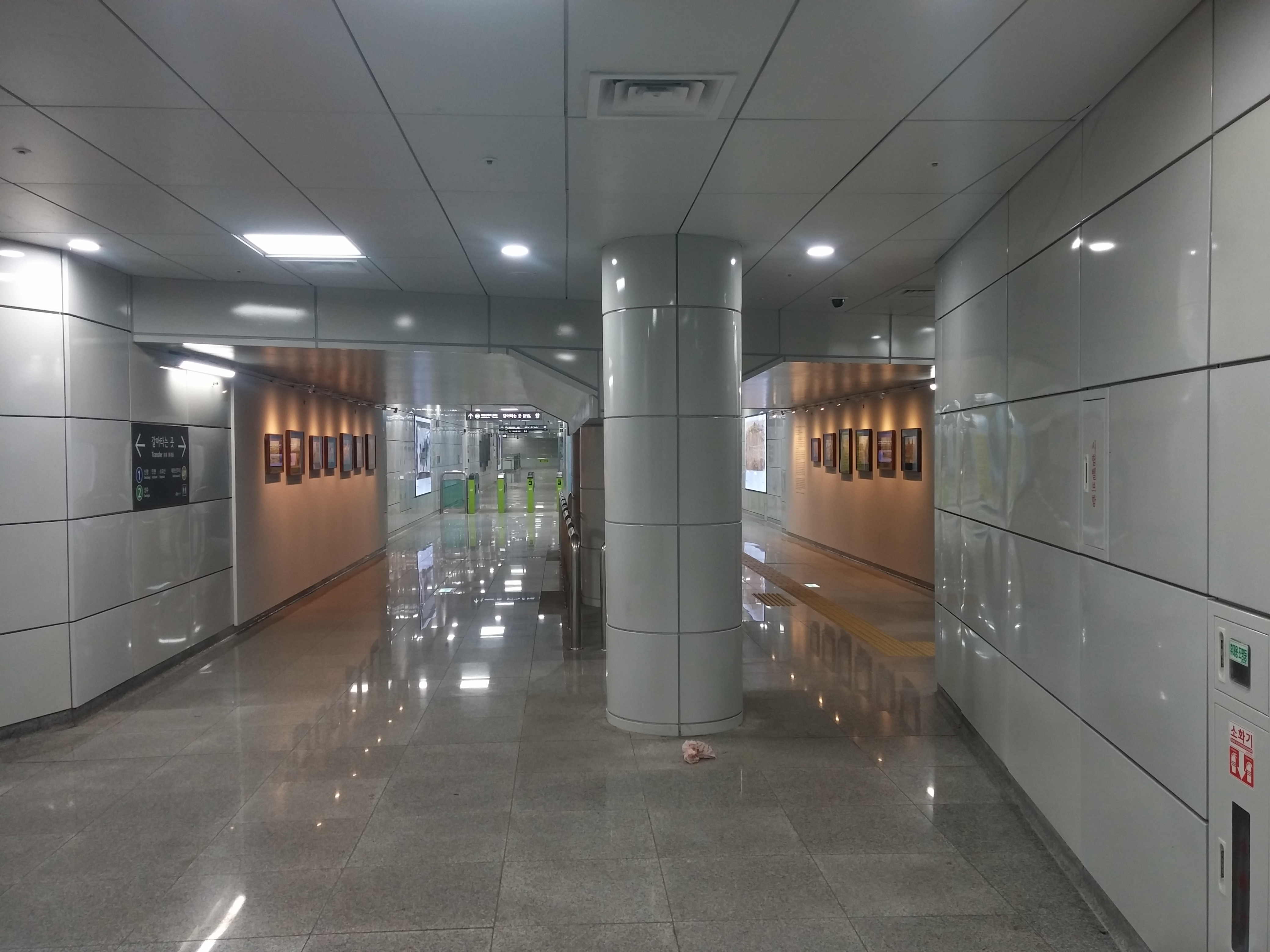
환승통로 2
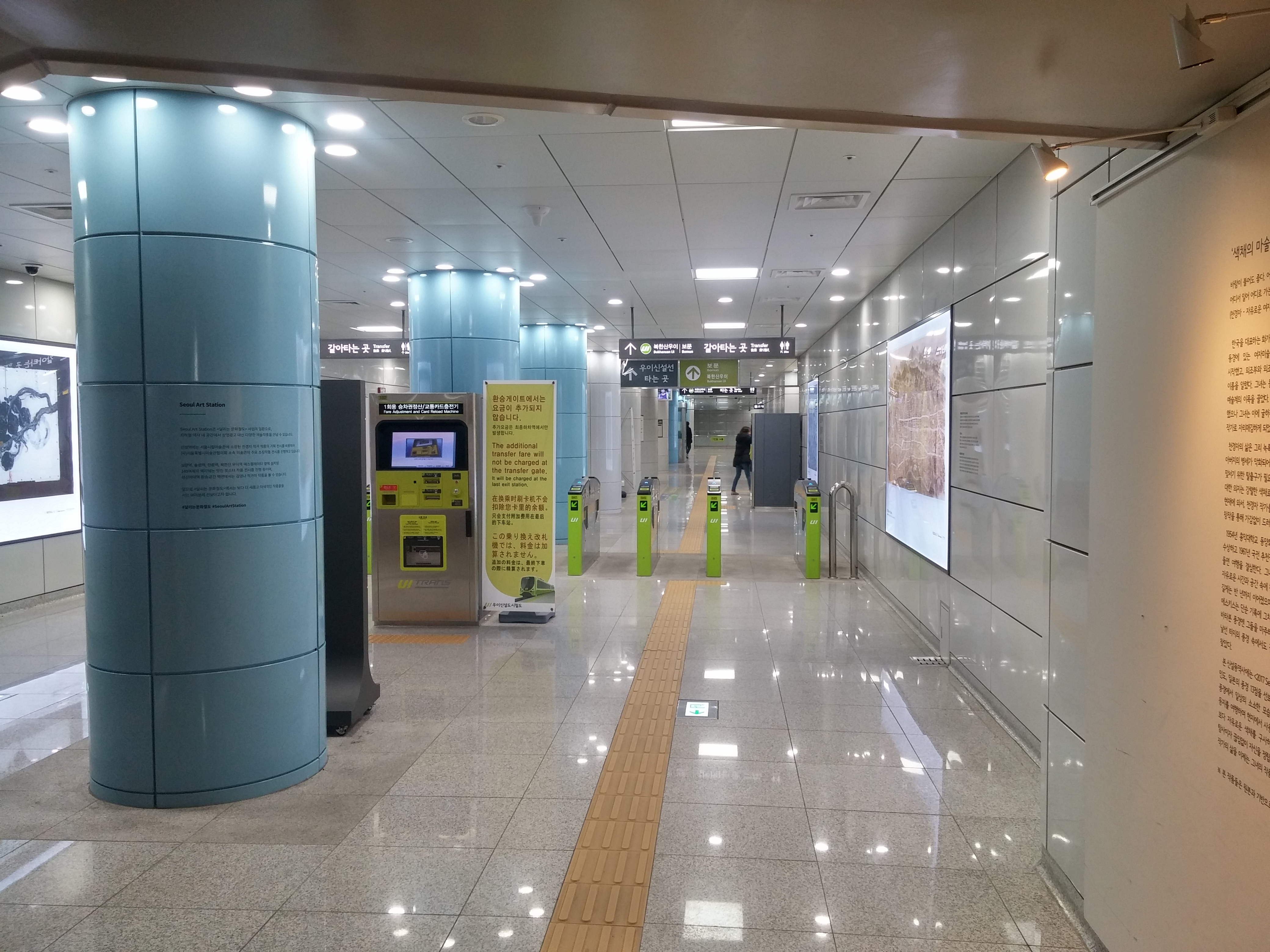
환승통로 3
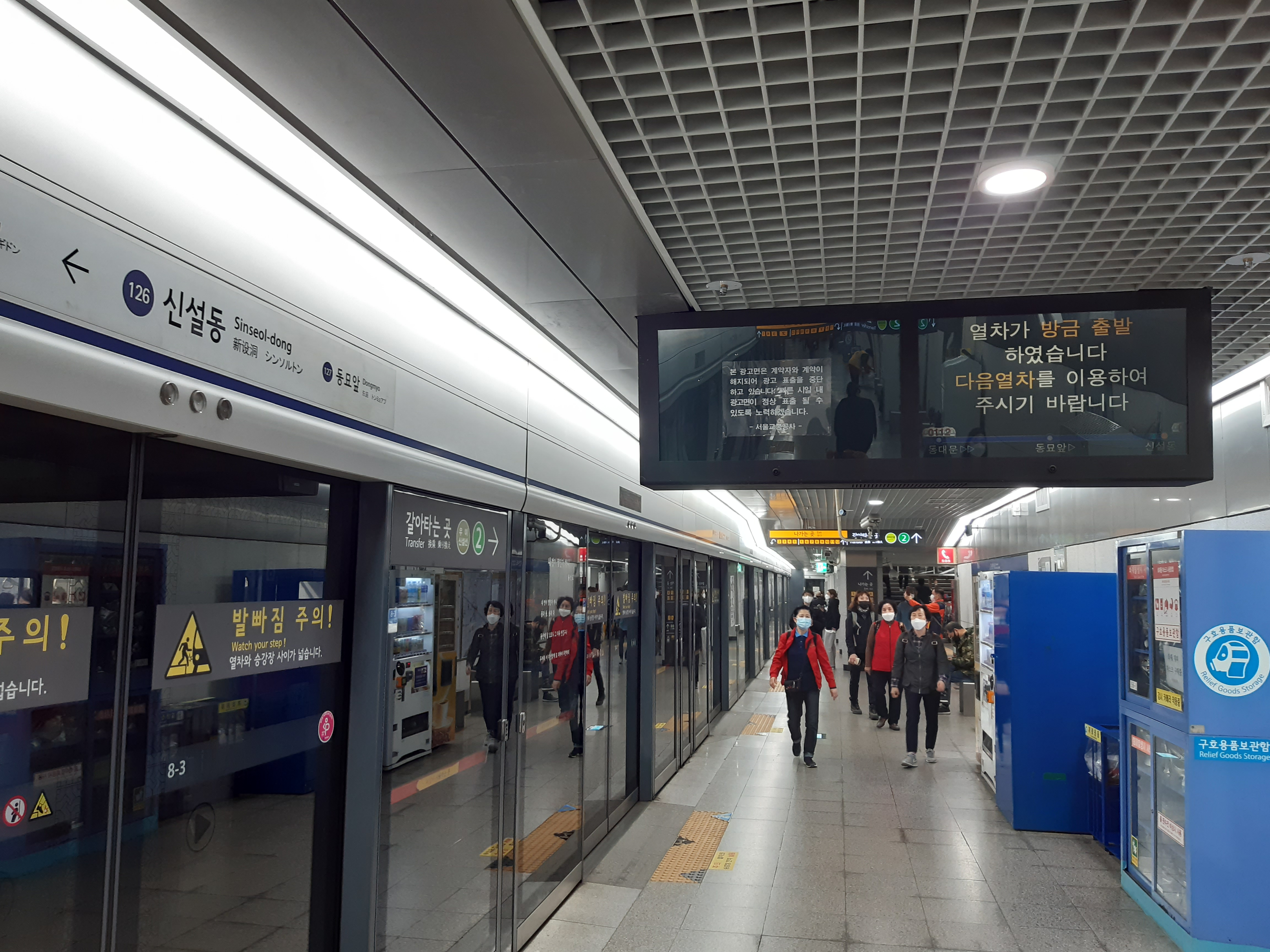
1호선 승강장

## 인접한 역
| 서울 지하철 1호선                            | 서울 지하철 1호선                                                        | 서울 지하철 1호선                               |
| -------------------------------------------- | ------------------------------------------------------------------------ | ----------------------------------------------- |
| 125 제기동 연천 방면 광운대 방면 청량리 방면 | ● 수도권 전철 1호선 경원-경인선 완행·경원선 급행 경부선 완행 경부선 급행 | 127 동묘앞 인천 방면 서동탄·신창 방면 신창 방면 |
| 성수지선                                     |                                                                          |                                                 |
| 211-3 용두 성수 방면                         | ● 서울 지하철 2호선 성수지선                                             | 시·종착역                                       |
| 서울 경전철 우이신설선                       |                                                                          |                                                 |
| 보문 북한산우이 방면                         | ● 서울 경전철 우이신설선                                                 | 시·종착역                                       |